# 小行星3384
小行星3384（3384 Daliya）是一颗绕太阳运转的小行星，为主小行星带小行星。该小行星于1974年9月发现。

## 轨道参数
小行星3384的轨道半长轴为2.3849501 UA，离心率为0.209。